# Stamhuset Hvedholm
Stamhuset Hvedholm var et dansk stamhus, stiftet i 1751 af etatsråd Frederik Jensen Hein til Steensgård, hans hustru Susanne Brahe til Østrupgård og Damsbo og dennes broder Preben Brahe til Hvedholm. Frederik Hein døde i 1751 og Susanne Brahe i 1760. De havde ingen arvinger. Preben Brahe døde ugift i 1786. Der var dermed ingen direkte arvinger til stamhuset. I 1789 endte den store arv hos 16 år gamle Preben Bille-Brahe. Han fik ophøjet stamhuset til Grevskabet Brahesminde i 1797 og besad det til sin død i 1857.